# Ruso
Ruso è un comune (city) degli Stati Uniti d'America della contea di McLean nello Stato del Dakota del Nord. La popolazione era di 4 persone al censimento del 2010, il che lo rende il luogo incorporato con meno abitanti del Dakota del Nord.
Ruso è stata fondata nel 1906 e probabilmente prende il nome da una parola russa che significa "a sud di noi" o dalle prime due lettere in entrambe le parole "Russia del Sud", che era la patria di molti coloni dell'area.

## Geografia fisica
Ruso è situata a 47°50′16″N 100°55′58″W (47.837812, -100.932834).
Secondo lo United States Census Bureau, ha un'area totale di 0,25 miglia quadrate (0,65 km²).

## Società

### Evoluzione demografica
Secondo il censimento del 2010, c'erano 4 persone.

### Etnie e minoranze straniere
Secondo il censimento del 2010, la composizione etnica della città era formata dal 100,0% di bianchi.